# Merobrachys bimaculatus
Merobrachys bimaculatus is een keversoort uit de familie glanzende bloemkevers (Phalacridae). De wetenschappelijke naam van de soort werd in 1914 gepubliceerd door Shonen Matsumura.